# Szabályozott Tevékenységek Felügyeleti Hatósága
A Szabályozott Tevékenységek Felügyeleti Hatósága (rövidítve: SZTFH) a törvényben meghatározott, gyakran egymással össze nem függő, feladatokat ellátó, olyan önálló szabályozó szerv Magyarországon, amely csak jogszabálynak van alárendelve. Létrehozásáról az Országgyűlés 2021. április 27-én döntött. Működését 2021. október 1-jétől kezdte meg.  Székhelye Budapest. Rendeleteket bocsáthat ki (SZTFH rendelet).

## Jogállása
A Szabályozott Tevékenységek Felügyeleti Hatósága  egy önálló szabályozó szerv, amely csak a jogszabályoknak van alárendelve. Fejezetet irányító szervi jogállással bíró központi költségvetési szerv, amelynek költségvetése az Országgyűlés költségvetési fejezetén belül önálló címet képez. A Hatóság költségvetésének kiadási és bevételi főösszegeit kizárólag az Országgyűlés csökkentheti. Számára feladatot csak törvény vagy – önkormányzati rendelet kivételével – törvény felhatalmazása alapján kiadott jogszabály írhat elő.

## Feladatai
A Hatóság egymással össze nem függő területek hatósági ellenőrzésével, felügyeletével és szabályozásával foglalkozik, a dohánytermék-kiskereskedelemtől a Magyar Bírósági Végrehajtói Karig, a szerencsejáték-szervezésig, a felszámolással kapcsolatos feladatoktól a bányafelügyeletig, az állami földtani feladatok ellátásáig és a koncessziós szerződések megkötéséig. Kiemelt feladata a fiatalkorúak dohányzásának visszaszorításáról és a dohánytermékek kiskereskedelméről szóló törvény végrehajtásának felügyelete. 
A Hatóság feladatait a 2021. évi XXXII. törvény részletezi. 